# Silene nocturna
Silene nocturna es una especie de planta herbácea perteneciente a la familia Caryophyllaceae.

## Descripción general
Es una hierba anual. Tallos de 5-40 cm, erectos simples o ramificados, generalmente vilosos en la parte inferior, y pubescentes o glandulosos en la parte superior. Hojas de hasta 60 x 22 m atenuadas en corto peciolo, obovadas, espatuladas o linear-lanceoladas, ligeramente tomentosas. Inflorescencia monocasial con 2-15 flores. Flores inferiores con pedicelo de hasta 13 mm, erecto o erecto-patente, puberulento; las superiores subsentadas. Cáliz oboideo atenuado en la base con 10 nervios anastomosados, que generalmente son puberulentos, dientes linear-lanceolados. Pétalos a veces ausentes, con limbo bífido, generalmente rosado. Fruto capsular.
Florece y fructifica de marzo a julio.

## Hábitat
Forma parte de pastizales anuales en cunetas, eriales y márgenes de cultivos. También en roquedos, ramblas y lechos fluviales, claros de pinares termófilos, encinares, coscojares y matorrales. Se la puede encontrar sobre todo tipo de sustratos.

## Distribución
En Europa, en la región mediterránea, suroeste de Asia y Macaronesia (Canarias). Muy frecuente en toda península ibérica.

## Taxonomía
Silene nocturna fue descrita por Carlos Linneo y publicado en Species Plantarum 1: 416. 1753.
Citología
Número de cromosomas de Silene nocturna (Fam. Caryophyllaceae) y táxones infraespecíficos: 2n=24
Etimología
El nombre del género está ciertamente vinculado al personaje de Sileno (en griego Σειληνός; en latín Sīlēnus), padre adoptivo y preceptor de Dionisos, siempre representado con vientre hinchado similar a los cálices de numerosas especies, por ejemplo Silene vulgaris o Silene conica. Aunque también se ha evocado (Teofrasto via Lobelius y luego  Linneo)  un posible origen a partir del Griego σίαλoν, ου, "saliva, moco, baba", aludiendo a la viscosidad de ciertas especies, o bien σίαλος, oν, "gordo", que sería lo mismo que la primera interpretación, o sea, inflado/hinchado.
nocturna; epíteto latino que significa "de la noche".
Sinonimia
- Silene apetala Willd.
- Silene brachypetala Robill. & Castagne ex DC. in Lam. & DC.
- Silene nyctantha Willd.
- Silene permixta Jord.
- Silene sericea var. apetala (Willd.) Knoche[4]
- Corone nocturna Fourr.
- Cucubalus reflexus L.
- Cucubalus spicatus Lam.
- Silene boullui (Rouy & Foucaud) Kerguélen
- Silene mirabilis subsp. boullui Rouy & Foucaud
- Silene nocturna subsp. boullui (Rouy & Foucaud) Gamisans
- Silene reflexa (L.) W.T.Aiton[4][5]